# Persoonia katerae
Persoonia katerae (лат.) — кустарник или небольшое дерево, вид рода Персоония (Persoonia) семейства Протейные (Proteaceae), эндемик побережья Нового Южного Уэльса в Австралии. Прямостоячий кустарник или небольшое дерево с гладкой корой на ветвях, узкими эллиптическими или копьевидными листьями и жёлтыми цветками.

## Ботаническое описание
Persoonia katerae — прямостоячий кустарник или небольшое дерево высотой 2,5-9 м. Кора мелко-трещиноватая у основания и гладкая наверху. Молодые ветки покрыты сероватыми волосками. Листья узкие, эллиптические или копьевидные с более узким концом к основанию, 60-170 мм в длину и 8-22 мм в ширину, иногда немного опушённые по краям. Цветки расположены группами от шести до двадцати двух штук вдоль цветоноса 30-160 мм длиной, который после цветения перерастает в листовой побег. Каждый цветок на цветоножке около 35 мм в длину, листочки околоцветника жёлтые, длиной 9-12 мм и покрытые снаружи опушкой. Цветение происходит с января по февраль. Плод представляет собой зелёную костянку, иногда с пурпурной окраской.

## Таксономия
Впервые вид был официально описан австралийскими ботаниками Питером Уэстоном и Лоренсом Джонсоном из Национального гербария Нового Южного Уэльса в 1991 году по образцам, собранным близ Бумеранг-Бич в 1988 году. Описание опубликовано в журнале Telopea.

## Распространение и местообитание
P. katerae — эндемик Нового Южного Уэльса. Растёт на пустошах и в лесах на прибрежном песке между рекой Гастингс и озёрами Майалл в прибрежном Новом Южном Уэльсе.